# Tagliasigari

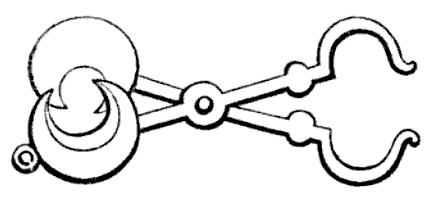
Illustrazione ottocentesca di un tagliasigari risalente al 1859.

Un tagliasigari è un attrezzo meccanico disegnato per tagliare la parte finale di un sigaro perché possa essere propriamente fumato. Sebbene alcuni sigari siano tagliati da ambo le parti, la maggior parte di essi viene tagliata da una parte sola. La maggior parte dei sigari di qualità realizzati a mano, indipendentemente dalla forma, hanno una parte che deve essere tagliata perché troppo rigida per poter essere fumata (ed è appunto una parte finale); tagliandola si espone il tabacco interno al sigaro. La parte da tagliare può essere rimossa con un semplice coltello o addirittura strappata a morsi dal consumatore, ma questo può portare alla perdita di parte del tabacco contenuto nel sigaro ed è per questo che col tempo sono stati realizzati i tagliasigari per garantire un taglio perfetto.

## Tipologie

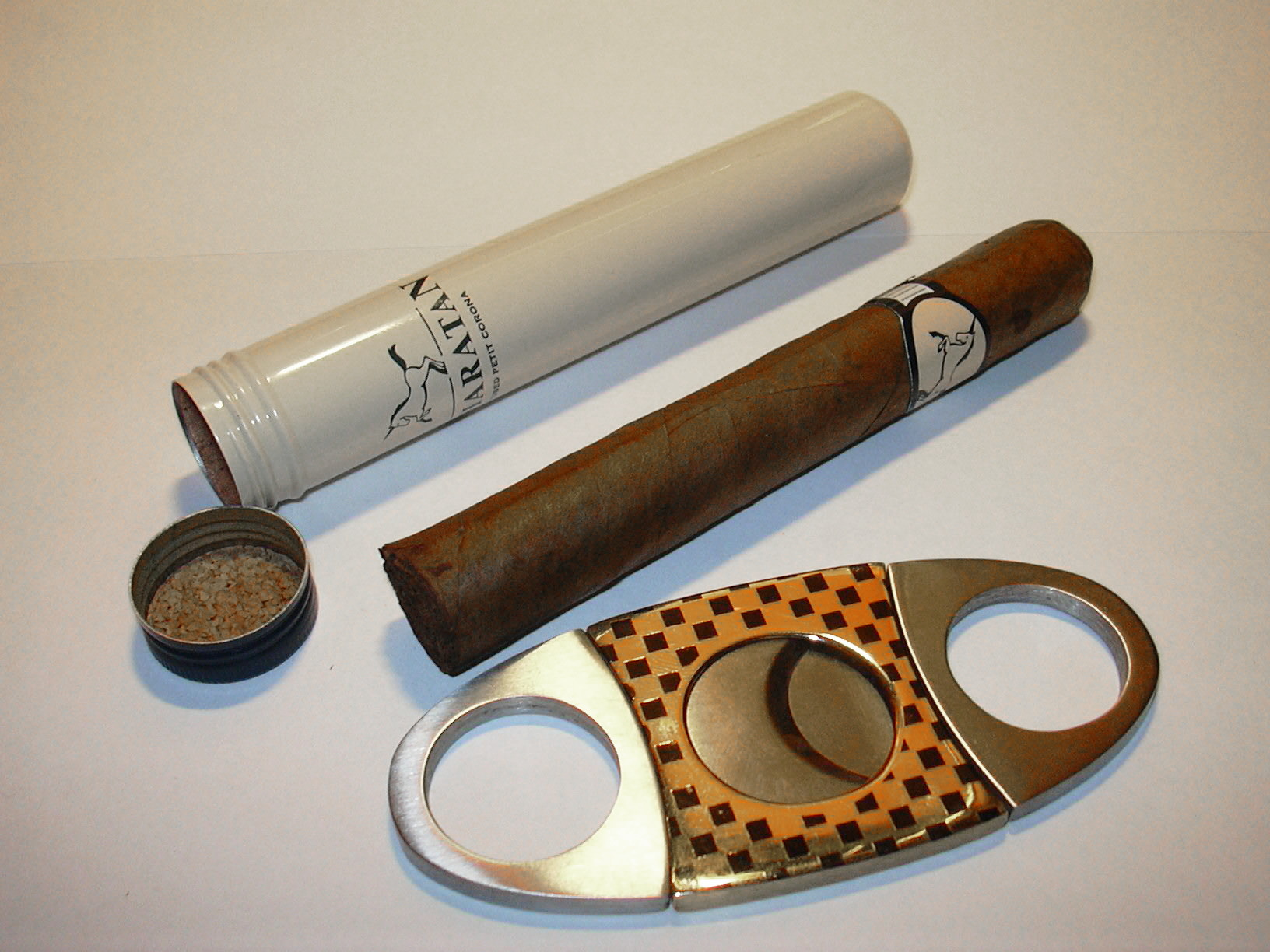
Un sigaro con la sua confezione e con un tagliasigari a ghigliottina

Vi sono quattro tipologie di tagliasigari:
- A ghigliottina
- A punto (bucasigari)
- A "V" (noto anche come occhio di gatto, taglio inglese)
- Divisione

### Taglio a ghigliottina
È il più comune dei tagli, solitamente effettuato appunto tramite una piccola ghigliottina. Questo taglio è facile e veloce e consente di esporre facilmente la testa del sigaro. La variante dello strumento a doppia lama è il preferito dagli amanti dei sigari in quanto garantisce un taglio più pulito. Per eseguire questo taglio talvolta sono utilizzate anche delle forbici da sigari, anche se le ghigliottine sono spesso più pratiche, meno costose e possono essere facilmente trasportate nelle tasche della giacca o dei pantaloni. Possono essere realizzate con design particolari e materiali differenti, talvolta anche preziosi.

### A punto (bucasigari)

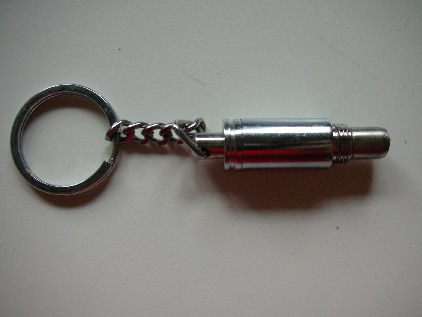
Un bucasigari portatile a mo' di portachiavi

Questa categoria è divisa in tre tipologie:
- A proiettile
- Havana
- Multi-punto

Il primo metodo è un taglio che lascia un foro come di proiettile, realizzato tramite una lama circolare che ricava un foro all'interno della parte finale del sigaro. Questo taglio viene spesso preferito rispetto agli altri perché impedisce al tabacco di fuoriuscire procurando solo un piccolo foro per raggiungere lo scopo, mentre da altri è criticato perché la piccolezza del foro impedisce che grandi quantità di fumo affluiscano alla bocca. Inoltre, a detta degli utilizzatori, la lama a scatto si può facilmente aprire nelle tasche. L' "Havana" è più sicuro del precedente per quanto ne sia molto simile in quanto si attiva tramite un bottone. Il multi-punto offre buchi di diversa grandezza a seconda della grandezza del sigaro.

### Taglio a "V"

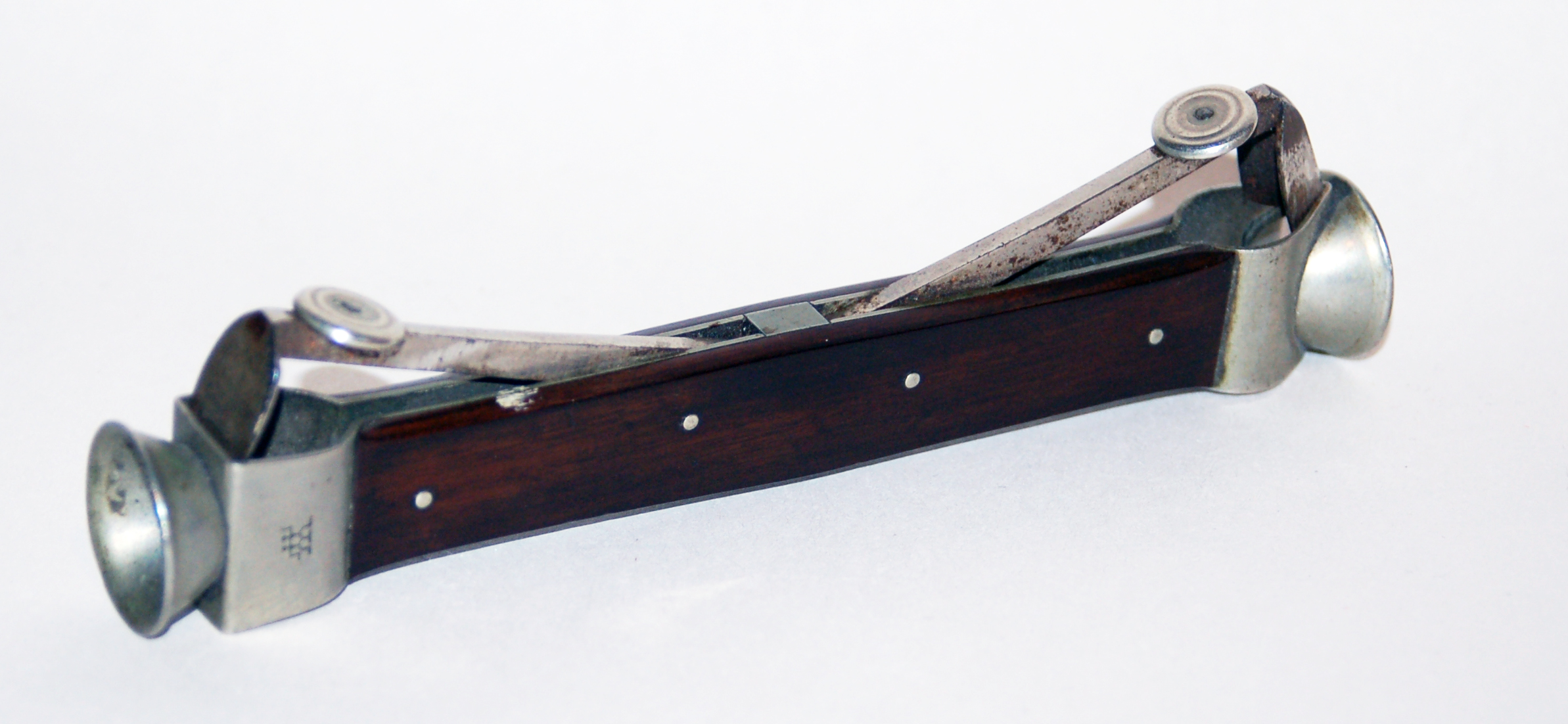
Un tagliasigari in legno di rosa capace di tagliare entrambe le estremità di un sigaro con taglio a "V". Realizzato da J.A. Henckels.

Uno dei tagli più comuni dei sigari è quello a "V". I tagliasigari a "V" sono simili a quelli a ghigliottina, ma il taglio penetra di più all'interno del sigaro, creando per l'appunto in esso una forma a "V".